# Слоновский, Дмитрий Анатольевич
Дмитрий Анатольевич (иногда Александрович) Слоновский (11 [23] октября 1890; Екатеринославская губерния, Российская империя — 1957; София, Болгария) — капитан Русской императорской армии, полковник Белого движения (1919), участник Первой мировой и Гражданской войны в России, командир Первого и Второго Офицерского генерала Маркова полка; Георгиевский кавалер и обладатель Георгиевского оружия (1917).

## Биография

### Ранние годы
Дмитрий Слоновский родился 11 (23) октября 1890 года в Екатеринославской губернии Российской империи в дворянской семье: его отцом был священник Анатолий Михайлович Слоновский, которому по данным на 1908 год было 42 года. Дмитрий получил среднее образование в Екатеринославской Первой мужской гимназии, а затем поступил в Одесское военное училище, из которого выпустился в 1913 году (по первому разряду).
Слоновский принимал участие в Первой мировой войне: в составе 133-го пехотного Симферопольского полка с 1914 года он воевал в Австро-Германской армией. Затем, в составе того же Симферопольского полка он участвовал в боевых действиях на Юго-Западном фронте: был в сражении у Гнилой Липы в 1914 году, при осаде Перемышля в 1915, а также — в боях у Тарнополя и у реки Секрет в 1916. В 1915 году он находился в должности начальника пулемётной команды Симферопольского пехотного полка, после чего — в 1916 — временно исполнял дела командующего батальоном того же полка. За время боевых действий на фронтах Великой войны подпоручик Слоновский был неоднократно ранен и контужен.
После Февральской революции приказом по армии и флоту от 8 (21) мая 1917 года Слоновский, бывший тогда в чине капитана 133-го пехотного Симферопольского полка, был награждён Георгиевским оружием. Меньше чем через два месяца, 30 июня (13 июля) 1917 года, также приказом по армии и флоту, он получил орден Святого Георгия 4-й степени. После этого он убыл из полка «по политическим обстоятельствам».

### Гражданская война
В период активных боевых действий Гражданской войны, в июле 1918 года, Слоновский прибыл из Екатеринослава в Добровольческую армию: он, в числе ста офицеров бывшей царской армии, был включён в состав 3-й роты 1-го Офицерского генерала Маркова полка. С этим соединением Слоновский стал участником Второго Кубанского похода. 2 (15) октября 1918 года он был ранен под Армавиром.

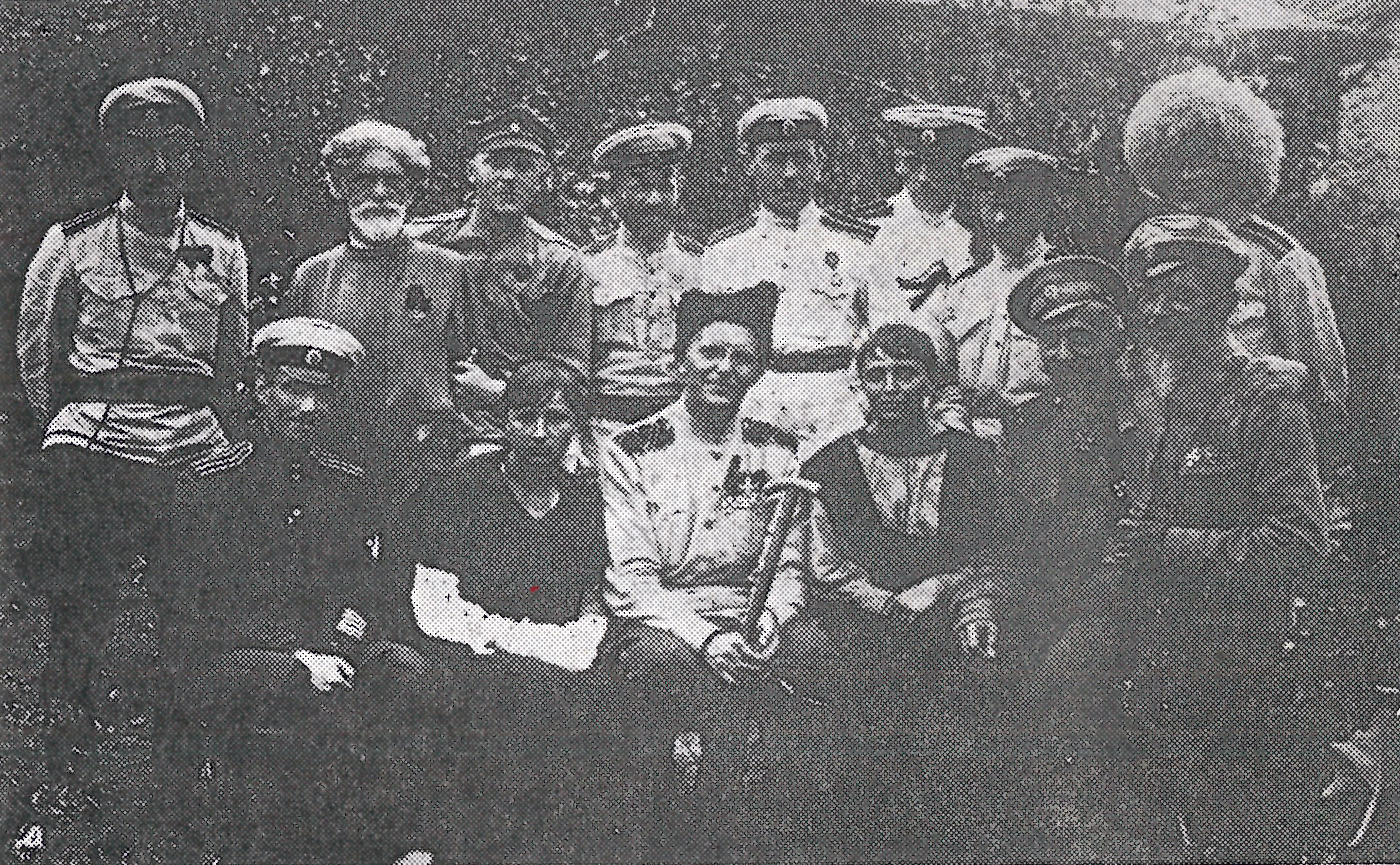
Стоят слева-направо: капитан Образцов, священник 1-го полка, доктор Ревякин, полковник Докукин и офицеры штаба 1-го полка. Сидят: полковник Блейш, с. м. Ольга Елисеева, генерал Тимановский, с. м. Наталия Бакитько, генерал Третьяков и полковник Слоновский

И во время наиболее активной фазы Гражданской войны Слоновский находил время для молитвы — в частности, во время боёв под Белгородом в июле 1919 года он, вместе с группой офицеров своего батальона, пришёл в Борисовский Тихвинский женский монастырь, чтобы поклониться его святыням. 13 марта 1919 года ему был присвоен чин полковника, а в июне он принял командование 1-м батальоном 1-го марковского полка. С 20-х чисел ноября того же года стал командиром 1-го Офицерского генерала Маркова полка, сменив на этом посту полковников Дионисия Марченко и Ивана Докукина (врио) (по другим данным принял командование полком в сентябре). Но уже вскоре Слоновский был отстранён от этой должности начальником штаба марковской дивизии полковником Артуром Битенбиндером: по обвинению в разгроме частей дивизии войсками Красной армии 18 (31) декабря 1919 года — к подобному обвинению в самой дивизии «отнеслись с горькой иронией».
С 23 марта по 19 июня 1920 года Слоновский командовал 2-м Офицерским генерала Маркова полком, а с 12 октября по середину октября 1920 года он был вновь назначен командиром 1-го Марковского полка (по другим данным вплоть до эвакуации из Крыма в ноябре того же года). После неудачного «восстания» в Крыму капитана Н. И. Орлова, Слоновский укрывал в своём полку капитана Дубинина, участвовавшего в выступлении: позже Дубинин был схвачен и повешен людьми генерал-лейтенанта Я. А. Слащёва.
Уже в эмиграции, по данным на 18 декабря 1920 года, Слоновский числился в составе Марковского полка в Галлиполи, а затем — в 1921 году — оказался в списках Алексеевского полка. В ноябре 1921 года, в составе Марковских частей, перебрался из Турции в Болгарию: проживал в Софии или её пригородах, а в 1930-х годах нелегально побывал в СССР. Возможно, он был арестован советскими карательными органами и отбывал срок в ГУЛАГе.
Дмитрий Слоновский скончался в Софии в 1957 году и был похоронен на центральном городском кладбище.

## Награды
- Орден Святого Станислава 3-й степени с мечами и бантом (14.01.1915)[20]
- Орден Святой Анны 3-й степени с мечами и бантом (14.01.1915)[20]
- Орден Святой Анны 4-й степени (29.04.1916)
- Орден Святой Анны 2-й степени с мечами (04.09.1916)
- Орден Святого Станислава 2-й степени с мечами (20.09.1916)
- Георгиевское оружие (08.05.1917)[6]
- Орден Святого Георгия 4-й степени (30.06.1917)[5][6]